# Berlin Ekiden
Der Berlin Ekiden war ein Langstrecken-Staffellauf (Ekiden) von Potsdam nach Berlin, der in den Jahren 1990 bis 1992 jährlich im November ausgetragen wurde.

## Überblick
Der Berlin Ekiden führte über die Marathondistanz von 42,195 km, die sich fünf männliche Läufer bei Streckenlängen von 8,5 km – 7,8 km – 10,3 km – 5 km – 10,595 km teilten.  Eine Vorgängerveranstaltung war der von 1908 bis 1969 ausgetragene Staffellauf Potsdam–Berlin über 25 km, der allerdings nach dem Zweiten Weltkrieg und infolge der Teilung Berlins nur noch über eine verkürzte Strecke verlief. Anders als der Staffellauf Potsdam–Berlin richtete sich der Berlin Ekiden nicht an Vereine, sondern in der Spitze an Nationalteams mit Weltklasseläufern. Zusätzlich nahmen Staffeln der Landesverbände des Deutschen Leichtathletik-Verbandes (DLV) teil. Die erste Austragung am 11. November 1990 fand fast auf den Tag genau ein Jahr nach dem Fall der Berliner Mauer statt, der die Streckenführung erst ermöglichte. Der Start befand sich am Potsdamer Schloss Cecilienhof, dem Tagungsort der Potsdamer Konferenz 1945, danach führte der Kurs über die Wechselpunkte Glienicker Brücke, Zehlendorfer Kleeblatt, Forum Steglitz und Fehrbelliner Platz zum Ziel am Brandenburger Tor. Ab 1991 wurde auf dem Weg auch der Park Sanssouci durchquert, was davor nicht möglich war.
Der Lauf wurde von japanischen Sponsoren und dem Fernsehsender TV Asahi gefördert. TV Asahi übertrug den Lauf live nach Japan zur dort besten Sendezeit von 18 bis 21 Uhr. 1990 kamen neunzig eigene Journalisten und Techniker, sechs Übertragungswagen, mehr als fünfzig Fahrzeuge des Deutschen Fernsehfunks sowie Hubschrauber und Motorrad-Crews mit Erfahrungen bei Tour-de-France-Übertragungen zum Einsatz. Die Siegesprämie betrug je nach Angabe 30.000 Dollar oder 25.000 Dollar, hinzu kamen weitere Preisgelder für die platzierten Teams und Athleten, die Abschnittsbestzeiten aufstellten. Nachdem TV Asahi begründet mit gesunkenem Interesse im eigenen Land die Übertragung eingestellt hatte, fand die Veranstaltung nicht erneut statt.

## Austragungen

### 1990
Die Erstveranstaltung trug den Titel Potsdam–Berlin Memorial Ekiden 1990. Ein Jahr nach dem Mauerfall und gut fünf Wochen nach der vollzogenen deutschen Wiedervereinigung war die von Bundestrainer Winfried Aufenanger betreute deutsche Auswahl das erste gesamtdeutsche Leichtathletik-Team seit der gemeinsamen Olympiaauswahl 1964. An den Start gingen 17 Nationalteams und Auswahlteams aller 20 DLV-Landesverbände; den Startschuss gab Katrin Dörre. Das Rennen wurde von Beginn an von der äthiopischen Auswahl dominiert, deren Athleten auf 4 von 5 Abschnitten die besten Zeiten liefen und am Ende mit über zwei Minuten Vorsprung siegten. Dahinter zählten lange Mexiko, Großbritannien und Kenia zu den ersten Verfolgern, am Ende erreichte aber der Schlussläufer Marokkos Khalid Skah, Crosslaufweltmeister im selben Jahr und zwei Jahre später Olympiasieger über 10.000 Meter, mit sechs Sekunden Vorsprung auf Kenia das Ziel am Brandenburger Tor. Dahinter folgten Großbritannien und Mexiko, die Top 8 komplettierten Portugal, die USA und Polen. Die deutsche Auswahl mit Stephan Freigang, Kurt Stenzel, Jörg Peter, Carsten Eich und Werner Schildhauer belegte Rang 12, nachdem sich Jörg Peter auf seiner Etappe bereits nach zwei der 10,3 Kilometern eine Zerrung zuzog und über zwei Minuten auf die Konkurrenz verlor. Die schnellste DLV-Landesauswahl kam aus Berlin.

### 1991
Bei der zweiten Austragung nahmen 20 Nationalstaffeln, 20 DLV-Länderteams und 2 gemischte internationale Teams teil. Nach dem diesmal durch Waldemar Cierpinski abgegebenen Startschuss entwickelte sich an der Spitze für längere Zeit ein offenes Rennen. Erst der vierte äthiopische Läufer Fita Bayisa schüttelte die Konkurrenz aus den USA und Großbritannien auf seinen 5 km langen Abschnitt endgültig ab, sodass Äthiopien am Ende den Vorjahressieg wiederholen konnte. Dahinter verteidigte der US-amerikanische Schlussläufer Steve Spence sechs Sekunden vor Großbritannien den zweiten Rang. Die erneut von Winfried Aufenanger betreute deutsche Auswahl hielt zunächst nicht im Spitzenfeld mit, Startläufer Stéphane Franke übergab auf Position 14 und der folgende Konrad Dobler fiel weiter auf Rang 18 zurück. Danach lief Stephan Freigang jedoch mit der besten Abschnittszeit bis auf Platz 6 vor und auch Carsten Eich konnte zwei weitere Plätze gutmachen. Den vierten Rang mit letztendlich 1:10 min Rückstand auf Großbritannien verteidigte Schlussläufer Werner Schildhauer, im weiteren Einlauf folgten die Sowjetunion, Japan, Mexiko und die Tschechoslowakei. Wie im Vorjahr kam die schnellste Landesauswahl aus Berlin, dahinter folgten Nordrhein sowie Westfalen.

### 1992
1992 entwickelte sich an der Spitze ein einsames Rennen, denn bereits der äthiopische Startläufer Fita Bayisa lief auf der ersten Etappe 48 Sekunden Vorsprung auf die 17 weiteren Nationalteams heraus. Seine Landsmänner konnten die Lücke weiter vergrößern und siegten am Ende mit dreieinhalb Minuten Vorsprung. Dahinter wechselte der vom deutschen Bundestrainer Winfried Aufenanger am Start aufgestellte Rainer Wachenbrunner als Vierter, Kurt Stenzel konnte die Position aber nicht halten und fiel auf Platz 9 zurück. Zurück auf Podestkurs brachte das Quintett Carsten Eich, dem auf der zweitlängsten Etappe als einzigen nichtäthiopischen Läufer an diesem Tag eine Teilstücksbestzeit gelang. Auf Rang 3 übergab er an Olympiasieger Dieter Baumann, der 16 Sekunden verbliebene Lücke auf den Kenianer Philip Barkutwo schließen konnte. Allein eine halbe Minute schneller als Baumann war der 19-jährige Haile Gebrselassie. Die Schlussläufer Joseph Keino und der Marathon-Olympiadritte Stephan Freigang trugen das Duell um den zweiten Rang schließlich im Spurt aus, den Keino knapp für sich entscheiden konnte. Dahinter trafen Südafrika, Tansania und Großbritannien ein, beste Auswahlvertretung aller deutschen Landesverbände war erneut Berlin. Den Startschuss gab diesmal Hans Grodotzki.

## Siegerliste
| Datum         | 1. Platz                                                                        | Zeit      | 2. Platz                                                                           | Zeit      | 3. Platz                                                                                  | Zeit      |
| ------------- | ------------------------------------------------------------------------------- | --------- | ---------------------------------------------------------------------------------- | --------- | ----------------------------------------------------------------------------------------- | --------- |
| 11. Nov. 1990 | ÄthiopienBidelu Kibret Abraham Assefa Chala Kelile Fita Bayisa Addis Abebe      | 1:57:54 h | MarokkoMohamed El Massoudi R. Sosse Brahim Lahlafi Rachid El Basir Khalid Skah     | 2:00:19 h | KeniaRichard Chelimo Ibrahim Kinuthia Boniface Merande William Mutwol John Ngugi          | 2:00:25 h |
| 10. Nov. 1991 | ÄthiopienDube Jillo Bidelu Kibret Chala Kelile Fita Bayisa Addis Abebe          | 1:58:20 h | Vereinigte StaatenJon Sinclair Brian Abshire Ed Eyestone Reuben Reina Steve Spence | 1:59:35 h | Vereinigtes KönigreichIan Hamer John Sherban Mark Flint John Mayock Nigel Adams           | 1:59:41 h |
| 8. Nov. 1992  | ÄthiopienFita Bayisa Abraham Assefa Worku Bikila Haile Gebrselassie Addis Abebe | 1:57:03 h | KeniaIbrahim Kinuthia William Mutwol Wilson Omwoyo Philip Barkutwo Joseph Keino    | 2:00:34 h | DeutschlandRainer Wachenbrunner Kurt Stenzel Carsten Eich Dieter Baumann Stephan Freigang | 2:00:34 h |